# Itoplectis medioflava
Itoplectis medioflava là một loài tò vò trong họ Ichneumonidae.